# Championnats d'Europe de karaté 1972
Les championnats du monde de karaté 1972 ont eu lieu à Bruxelles, en Belgique, en 1972. Cette édition a été la septième des championnats d'Europe de karaté senior organisés chaque année par la Fédération européenne de karaté depuis 1966. Un total de 195 athlètes provenant de treize pays différents y ont participé.

## Résultats

### Épreuves individuelles
| Rang | Pays       | Karatéka         |
| ---- | ---------- | ---------------- |
| 1    | France     | Roger Paschy     |
| 2    | Angleterre | Mittchel         |
| 3    | Belgique   | Victor Tatarevic |
| 3    | ?          | ?                |

| Rang | Pays   | Karatéka   |
| ---- | ------ | ---------- |
| 1    | France | Guy Sauvin |
| 2    | ?      | ?          |
| 3    | ?      | ?          |
| 3    | ?      | ?          |

| Rang | Pays   | Karatéka         |
| ---- | ------ | ---------------- |
| 1    | France | Dominique Valera |
| 2    | ?      | ?                |
| 3    | ?      | ?                |
| 3    | ?      | ?                |

| Rang | Pays   | Karatéka      |
| ---- | ------ | ------------- |
| 1    | France | Gilbert Gruss |
| 2    | ?      | ?             |
| 3    | ?      | ?             |
| 3    | ?      | ?             |

### Épreuve par équipes
| Rang | Pays   |
| ---- | ------ |
| 1    | France |
| 2    | ?      |
| 3    | ?      |
| 3    | ?      |